# Panne de courant de 2019 en Argentine, au Paraguay et en Uruguay
Le 16 juin 2019, une panne de courant de grande ampleur a touché la majeure partie de l'Argentine, tout l'Uruguay et certaines parties du Paraguay, laissant environ 48 millions de personnes sans alimentation électrique,. Le lendemain, il a été confirmé que l'électricité avait été rétablie dans la plus grande partie de l'Argentine et de l'Uruguay et le président argentin, Mauricio Macri, a promis une enquête approfondie. Des rapports préliminaires ont révélé par la suite que des problèmes liés à plusieurs lignes de transport de 500 kilovolts avaient perturbé le flux d'électricité provenant de deux barrages vers le réseau électrique argentin.

## Chronologie
Le 16 juin 2019 à 7h07 (UTC-3), le réseau électrique argentin « s'est effondré », selon Gustavo Lopetegui, secrétaire d'État à l'Énergie,. La défaillance est survenue dans le système d'interconnexion argentin. Au total, on estime que 48 millions de personnes ont été touchées. La panne électrique a touché la majeure partie de l'Argentine (la Terre de Feu, dans l'extrême sud du pays, n'a pas été touchée) et de l'Uruguay, ainsi que de certaines parties du Paraguay,. Bien que certains médias aient signalé des coupures de courant dans certaines régions du Chili et dans le sud du Brésil,, les autorités nationales chiliennes et brésiliennes ont démenti ces annonces. Le président argentin, Mauricio Macri, a qualifié cette panne de « sans précédent ».
Le distributeur argentin d’électricité Edesur a annoncé sur Twitter à 7 h 50 que toute l’Argentine et l’Uruguay avaient perdu leur électricité à la suite de cet incident. Cela a provoqué des perturbations dans les métros et les trains, mais n'a pas affecté le transport aérien,. Selon Edesur, le courant avait déjà été rétabli dans certaines parties de Buenos Aires à 10 heures ; Edesur a indiqué que le rétablissement de l'alimentation de tous les clients concernés pourrait prendre plusieurs heures. À 13 h 30, le courant avait été rétabli dans 75 % du pays. Vers le milieu de l'après-midi, 50 000 personnes ont retrouvé l'électricité en Argentine ; au nord de Río Negro, les villes côtières et les zones métropolitaines d'Uruguay ont également été rétablies, comme le confirme via Twitter la compagnie d'électricité UTE, appartenant au gouvernement uruguayen,. Dans la soirée, il a été annoncé que l'électricité avait été rétablie dans 98 % des cas en Argentine.
Le 17 juin, il a été confirmé que l'électricité avait été rétablie dans la majeure partie de l'Argentine et de l'Uruguay. Le président argentin Macri a promis une enquête complète. Citant des sources officielles, les médias argentins ont rapporté que la panne était liée à une défaillance du transport d'électricité à partir du barrage hydroélectrique de Yacyretá.

## Voir également
- Liste de pannes de courant importantes